# Ar-Rastan
Ar-Rastan (arab. الرستن) – miasto w Syrii, w muhafazie Hims. Według danych szacunkowych na rok 2010 liczy 66 683 mieszkańców.